# Cindy Hensley McCain
Cindy Lou Hensley McCain (Cindy Lou Hensley, Los Angeles County, California, 20 de mayo de 1954) es una empresaria, filántropa, humanitaria, autora y diplomática estadounidense. Fue la cónyuge de John McCain, Senador de Estados Unidos por Arizona y candidato presidencial de 2000 y 2008. Es la presidenta ejecutiva de Hensley & Co., una de las más grandes distribuidoras de Anheuser-Busch de esa nación. Fundó y dirigió el American Voluntary Medical Team desde 1988 hasta 1995, el que organizaba viajes con personal médico a zonas de emergencia o catástrofe en áreas del tercer mundo. Continúa con su actividad filantrópica y es directora en varias organizaciones de caridad. Su fortuna se calcula en más de USD 15.5 mil millones.
En junio de 2021, el presidente  Joe Biden nominó a McCain como embajadora de los Estados Unidos ante las tres agencias de las Naciones Unidas para la alimentación y la agricultura: la Organización de las Naciones Unidas para la Alimentación y la Agricultura, el Fondo Internacional de Desarrollo Agrícola y el Programa Mundial de Alimentos; asumió el cargo el 5 de noviembre de 2021.

## Infancia y juventud
Cindy Lou Hensley creció bajo circunstancias difíciles en Phoenix, Arizona, hija única de James Hensley, fundador de Hensley & Co. en 1955, y de Marguerite Hensley. Estudió en Madison Meadows Elementary y fue una reina del rodeo en 1968. Fue al Central High School en Phoenix. Se graduó de este último en 1972, habiendo sido una cheerleader en tal colegio.
Hensley recibió su título "undergraduate" en educación especial y un máster en educación especial de la Universidad de California del Sur. Fue miembro de la fraternidad Kappa Alpha Theta.  En ella participó en un movimiento de terapia con un programa piloto que marcó el camino al tratamiento estándar para niños con grandes discapacidades; en 1978 publicó el trabajo con el título Movement Therapy: A Possible Approach (Movimiento Terapéutico: Un acercamiento posible).  Rechazando su rol en la empresa familiar, comenzó su carrera como profesora de educación especial trabajando con niños con discapacidades en el Agua Fria High School en Avondale (Arizona).

## Matrimonio y familia
Hensley conoció a John McCain en abril de 1979, en una recepción militar en Hawái. Él era oficial de la Marina de los Estados Unidos con enlace en el Senado de los EE. UU, por casi 18 años. Él estaba casado con su esposa Carol, y tuvo un escándalo extramatrimonial en la mitad de la década de los 70, ellos estuvieron separados por un tiempo pero luego se juntaron. En esos momentos Cindy y John empezaron una rápida relación. Carol y John se separaron definitivamente a finales de 1979 y Carol aceptó el divorcio en febrero de 1980, tras lo cual John y Cindy se casaron el 17 de mayo de 1980 en Phoenix, con un contrato prenupcial en el cual la mayoría de los bienes de su familia quedarían a su nombre, desde entonces han mantenido sus archivos de finanzas aparte y el retorno de impuestos sobre la renta por separado. 
Los contactos de negocios y políticos de su padre ayudaron a su esposo a entrar en la política del estado de Arizona. Ella hizo campaña junto a su esposo, puerta por puerta, durante su primera candidatura para el Congreso de los EE. UU, con la ayuda de su riqueza personal y la ayuda desmedida de sus padres aportando fondos para cubrir las deudas que empezaban a salir. Cuando éste ganó el asiento en el Congreso la pareja movió su residencia a Alexandria, Virginia. Ella pasó los dos meses finales de 1983 escribiendo notas manuscritas en más de 4000 tarjetas de Navidad para ser enviada a los mandantes, otros y para el estado donde creció, Arizona.
Después de varios abortos involuntarios Cindy Hensley McCain dio a luz a la primera de sus tres hijos:  Meghan(1984), John Sidney IV (Jack) (1986) y James (Jimmy) (1988). A principios de 1984 ella regresó a Arizona y junto a sus padres que vivían en la misma calle crio a sus hijos debido a que su esposo estaba frecuentemente en Washington.

## Rol en la campaña presidencial de 2008
Ha sido activa y se ha visto visible en la carrera presidencial de su marido, John McCain, desde el 2007, y ha realizado declaraciones críticas en contra de la administración de Bush por no enviar más tropas durante la guerra en Irak, y entre sus actividades deja tiempo para volver al hogar y atender sus deberes domésticos. Ha declarado que el público estadounidense quiere una primera dama que tenga un rol más tradicional en tal posición.  No estaría en las reuniones del Gabinete presidencial, pero continuaría su apoyo a las organizaciones extranjeras sin fines de lucro e instaría a los estadounidenses para que hicieran lo mismo, tanto en forma global como local.